# 2020-as tiszaújvárosi időközi választás
A 2020-as tiszaújvárosi időközi választást 2020. október 11-én rendezték meg a Borsod-Abaúj-Zemplén megyei 6. sz. országgyűlési egyéni választókerületben. A választást Koncz Ferencnek, a választókerület fideszes országgyűlési képviselőjének halála miatt kellett kiírni.
A választás fő tétje az volt, hogy megmarad-e a kormánykoalíció kétharmados többsége a parlamentben. Koncz Ferenc haláláig a Fidesz–KDNP koalíciónak 133 képviselője – az összes képviselő 66,8 százaléka – volt a 199 tagú Országgyűlésben, és így egyetlen képviselő elvesztése is azzal járt volna, hogy a kormánykoalíció ellenzéki képviselők nélkül nem tudott volna sarkalatos törvényeket hozni. (A gyakorlatban ennek jelentősége csekély, mert a kormánykoalíción kívül álló Mi Hazánk Mozgalom három képviselője és a német nemzetiségi képviselő, Ritter Imre jó eséllyel a Fidesz–KDNP-vel együtt szavazna.)
A választáson Koncz Zsófia, az elhunyt képviselő lánya a Fidesz–KDNP jelöltjeként, Tóth Ádám és Váradi Gábor pedig függetlenként indult. Az „ellenzéki összefogás” nevű pártszövetség a jobbikos Bíró Lászlót támogatta. Sóváriné Bukta Erika a Demokrata Párt jelöltje. A független Medve István nyilvántartásba vételét a választási bizottság elutasította, mivel nem sikerült összegyűjtenie 500 érvényes aláírást az ajánlóíveken.
A választást végül a szavazatok 50,87%-ával Koncz Zsófia nyerte.

## Előzmények
A Borsod-Abaúj-Zemplén megyei 6. sz. országgyűlési egyéni választókerület országgyűlési képviselője a 2018-as választás óta a fideszes Koncz Ferenc volt. Koncz 2020. július 10-én halálos motorbalesetet szenvedett, ezért a Nemzeti Választási Bizottság 2020. július 30-án úgy határozott, hogy a választókerületben 2020. október 11-én időközi választást kell tartani. A választási eljárásról szóló törvénynek megfelelően a jelöltek bejelentésének határideje szeptember 4. volt.

## Jelöltek

### Bíró László
A 43 éves Bíró László tiszaújvárosi agrárvállalkozó a Jobbik Magyarországért Mozgalom politikusa. A 2018-as választáson a választókerületben második helyen végzett a Jobbik jelöltjeként a szavazók 32 százalékának támogatásával. (A győztes Koncz Ferenc 49 százalékot szerzett.) Bíró tagja a Borsod-Abaúj-Zemplén megyei közgyűlésnek.
A jelöltet támogatja az „ellenzéki összefogás” nevű pártszövetség, amelyet a Demokratikus Koalíció, a Jobbik Magyarországért Mozgalom, az LMP – Magyarország Zöld Pártja, a Magyar Szocialista Párt, a Momentum Mozgalom és a Párbeszéd Magyarországért alkot.
Bírót eredetileg formálisan saját pártja jelölte volna, és ezért a Jobbik augusztus 18-án jelölő szervezetként nyilvántartásba is vetette magát a helyi választási bizottsággal. A  nyilvántartásba vétel ellen azonban a Fidesz fellebbezést nyújtott be a Nemzeti Választási Bizottságnál. A kormánypárt érvelése szerint a Jobbik nyilvántartásba vételi kérelme szabálytalan volt, mert aláírója Gyöngyösi Márton, a Jobbik elnökhelyettese nem jogosult a párt nevében nyilatkozni, mivel a civil szervezetek bírósági nyilvántartása szerint elnökhelyettesi megbízása 2020. május 12-én megszűnt. A Jobbik ugyan 2020. január 25-i kongresszusán újraválasztotta Gyöngyösit, azonban ennek a ténynek a bírósági nyilvántartásba való bejegyzésére augusztus 24-ig nem került sor. A párt nyilvántartásáért felelős Fővárosi Törvényszék elmondása szerint a Jobbik még március 25-én kérte a január 25-i tisztújítás eredményének bejegyzését, azonban az eljárást a bíróság először felfüggesztette, mert egy korábbi hasonló kérelem elfogadása még nem emelkedett jogerőre. Miután ez az akadály elhárult, a bíróság hiánypótlásra szólította fel a pártot. Miután a Jobbik ezt teljesítette, a bíróság július 7-én határozatot hozott arról, hogy a tisztújítás eredményét be lehet jegyezni a nyilvántartásba. A július 7-i határozat azonban augusztus 24-én, a fellebbezés elbírálásának napján még nem emelkedett jogerőre, így a bejegyzésre még nem került sor. A Fővárosi Törvényszék a helyzetet megmagyarázó, a Nemzeti Választási Bizottsághoz intézett levelében rögzítette, hogy a Polgári Törvénykönyv szerint a „bíróság bejegyzésétől függetlenül (...) a vezető tisztségviselői megbízás a kijelölt, megválasztott vagy kinevezett személy által történő elfogadásával jön létre”. Ennek ellenére a Nemzeti Választási Bizottság – 6:5 arányú döntéssel – a fellebbezésnek helyt adott, és a Jobbik jelölőszervezetkénti nyilvántartásba vételét elutasította. A Jobbik fellebbezett a Kúriánál, de az 2020. augusztus 28-án a fellebbezést elutasította.
Mindez nem akadályozta meg azt, hogy Bíró indulhasson a választáson, pusztán azt, hogy formálisan a Jobbik jelöltje legyen. Így őt végül az „ellenzéki összefogás” többi pártjának közös jelöltjeként vette nyilvántartásba a választási bizottság.

### Koncz Zsófia
Koncz Zsófia a kormányzó koalíció jelöltje.  A harmincéves jogász a választókerület elhunyt képviselőjének, Koncz Ferencnek a lánya. Politikai pályafutást a Fidelitasban, a Fidesz ifjúsági szervezetében kezdte; ennek 2013 és 2015 között alelnöke volt. Ezután Magyarország washingtoni nagykövetségére helyezték, ahol külpolitikai munkatársként dolgozott.

### Sóváriné Bukta Erika
Sóváriné Bukta Erika a Demokrata Párt jelöltje.

### Tóth Ádám
A szintén 30 éves Tóth Ádám szerencsi kisvállalkozó. Bár független jelöltként indul, megválasztását támogatja az Igen Szolidaritás Magyarországért Mozgalom (ISZOM), továbbá a Színes Magyarország Párt, valamint a Magyar Szolidaritás Mozgalom és a Normális Magyarországért Egyesület. Tóth nem támogatja a kormánykoalíciót; elmondása szerint „szövetségest lát mindenkiben, aki megelégelte a NER uralmát”.

### Váradi Gábor
Váradi Gábor a miskolci Roma Nemzetiségi Önkormányzat vezetője. Független jelöltként indul a választáson.

## Eredmények
A választás eredménye:
|                                                          | Száma             | Aránya (%)              |
| -------------------------------------------------------- | ----------------- | ----------------------- |
| Választásra jogosultak Ebből - Belföldi - Külképviseleti | 77 701 77 687 14  | 100                     |
| Leadott szavazatok Ebből - Érvényes - Érvénytelen        | 35 363 35 040 323 | 45,51 (100%) 99,09 0,91 |

| Jelölt neve          | Párt                   | Szavazatok száma | Szavazatok aránya (%) |
| -------------------- | ---------------------- | ---------------- | --------------------- |
| Koncz Zsófia         | Fidesz–KDNP            | 17 700           | 50,51                 |
| Bíró László          | DK–MSZP–LMP–Momentum–P | 16 213           | 46,27                 |
| Tóth Ádám            | független              | 774              | 2,21                  |
| Váradi Gábor         | független              | 268              | 0,76                  |
| Sóváriné Bukta Erika | Demokrata Párt         | 85               | 0,24                  |
| Összesen             | Összesen               | 35 040           | 100                   |

### Településenként
| Jelmagyarázat:                                                                                 | Koncz Zsófia (Fidesz–KDNP) | Bíró László (ellenzéki összefogás) |
| A települések a névjegyzékben szereplők száma szerinti csökkenő sorrendben vannak feltüntetve. |                            |                                    |

## Számvevőszéki vizsgálat
2020. november 2-án a Momentum arra kérte az Állami Számvevőszéket (ÁSZ), hogy indítson vizsgálatot Koncz Zsófia ellen, amiért sokkal több pénzt költött kampányára, mint a törvényben meghatározott 5 millió forint, mivel csak a Facebook-kampányára 5,6 millió forintot költött. Emellett a plakátoknak, az aktivistáknak, a rendezvények lebonyolításának, az egyéb hirdetéseknek és a szervezésnek is voltak költségei. Ha kiderül, hogy a jelölt túllépte a törvényes költségkeretet, akkor a túllépés összegének a kétszeresét kell befizetnie büntetésként a költségvetésbe. A vizsgálatra egy éve van az ÁSZ-nak.